# Буткевич, Леонид Владимирович
Леони́д Влади́мирович Бутке́вич (1918—1985) — лейтенант Рабоче-крестьянской Красной Армии, участник Польского похода РККА и Великой Отечественной войны, Герой Советского Союза (1943).

## Биография
Леонид Буткевич родился 25 марта 1918 года в деревне Хотлино (ныне — Чашникский район Витебской области Белоруссии) в рабочей семье. Белорус. В 1935 году он окончил техникум железнодорожного транспорта в Орше, после чего работал начальником железнодорожной станции Колодня (ныне — в черте Смоленска). В 1937 году был призван на службу в Рабоче-крестьянскую Красную Армию. Принимал участие в Польском походе РККА. С начала Великой Отечественной войны — на её фронтах. Принимал участие в боях на Юго-Западном, Южном, Закавказском, Северо-Кавказском фронтах. Участвовал в обороне Новороссийска, битве за Кавказ, боях за Крым. В 1942 году вступил в ВКП(б). К июлю 1943 года лейтенант Леонид Буткевич командовал взводом 1331-го стрелкового полка 318-й стрелковой дивизии 18-й армии Северо-Кавказского фронта.
К июлю 1943 года снайперским огнём Буткевич уничтожил 315 вражеских солдат и офицеров, а также обучил снайперскому делу более 50 бойцов.
Указом Президиума Верховного Совета СССР от 25 октября 1943 года за «образцовое выполнение боевых заданий командования на фронте борьбы с немецкими захватчиками и проявленные при этом мужество и героизм» лейтенант Леонид Буткевич был удостоен высокого звания Героя Советского Союза с вручением ордена Ленина и медали «Золотая Звезда» за номером 1159.
В декабре 1945 года Буткевич был уволен в запас. Проживал и работал заведующим фотоцеха в городе Ессентуки Ставропольского края.
Умер 12 ноября 1985 года.

## Награды и звания
- Герой Советского Союза (1943)
- Орден Ленина
- Медаль «Золотая Звезда»
- Орден Красного Знамени
- Орден Отечественной войны I степени
- Ряд медалей[1]

## Память
- Экспозиция в Белорусском государственном музее истории Великой Отечественной войны[2]. В фондах музея хранятся фотоснимки Л. В. Буткевича, автобиография и ряд других документов. В постоянной экспозиции представлены: карманные часы, трофейный компас и снайперская винтовка. Карманные часы Государственного треста точной механики были подарены Л. В. Буткевичу в 1935 году руководством Смоленской железной дороги за отличие в работе. С этими часами он прошёл всю войну и передал их в музей в 1979 году[2].